# Graf Porno und seine Mädchen…
Graf Porno und seine Mädchen… ist ein frühes deutsches Sexfilmlustspiel, mit dem Alois Brummer 1968 seine Tätigkeit als Pornoproduzent startete.

## Handlung
Tollpatsch Harry Holst ist Privatdetektiv geworden, um einem Übeltäter das Handwerk zu legen: „Graf Porno“ hatte ihm vor Jahresfrist die Freundin abspenstig gemacht.
Harrys erster Klient erteilt den Auftrag, die junge Gina in einem Mädchenpensionat aufzusuchen, Erkundigungen über ihren Leumund einzuziehen und nach Hause zu ihrem Onkel in München zu schicken. Ginas Zimmergenossin Elsie macht Harry Avancen und will ihn überzeugen, gemeinsam in einem neuen Fall zu ermitteln. Gina hatte heimlich ein Fläschchen Gift an sich genommen, – will sie etwa Erbonkel und Tante ermorden?
Gemeinsam beschatten sie Gina und folgen ihr bis in eine herrschaftliche Villa, in der Graf Porno mit blutjungen Frauen eine Sexparty veranstaltet. Elsie und Harry mischen sich unter die Gäste und kommen einer Diebesbande auf die Schliche, die die Portemonnaies der Anwesenden stibitzen will. Nichts ahnend nimmt Harry eine Droge ein und geht auf einen psychedelischen Trip. Doch in letzter Minute kann er die Polizei verständigen und die Diebe festnehmen lassen. Elsie und Harry werden ein Paar.

## Produktionsnotizen
Graf Porno und seine Mädchen wurde 1968 unter dem Titel Gelegenheit macht Liebe in München-Pasing (im Wohnhaus von Alois Brummer) gedreht. Der Film passierte die FSK am 2. Januar 1969 und wurde am 19. Januar 1969 uraufgeführt.
Der 21-jährige, aus Mittelitalien stammende Gelegenheitsarbeiter Rinaldo Talamonti gab hier mit der Haupt- bzw. Titelrolle seinen Einstand als Filmschauspieler und wurde fortan im deutschen Film regelmäßig als ebenso dauergeiler wie etwas vertrottelter, italienischer Platzhirsch eingesetzt. Talamonti wurde von Günter Hendel synchronisiert.
Graf Porno und seine Mädchen war ein großer kommerzieller Erfolg, woraufhin sich Brummer in seinen restlichen Lebensjahren ganz auf die Herstellung von Pornofilmen, zuletzt auch Hardcore, verlegte. Dieser erste Streifen kostete, laut Brummers Aussage, rund 300.000 DM und brachte etwa 1,4 Millionen DM ein. Auf Kosteneinsparung achtete Brummer stets bei seiner Filmherstellung. Dazu hieß es an selber Stelle im Spiegel: „Die Mädchen werden von Mädchen dargestellt – Stripperinnen oder auch Schauspiel-Elevinnen vor dem Durchbruch. Brummer findet sie mit Hilfe von Kleinanzeigen, und wenn er ihre einwandfreie Beschaffenheit festgestellt hat, engagiert er sie gegen niedriges Honorar. Denn Sparsamkeit, Brummers bayrisch-bäuerisches Erbgut, lenkt den Produktionsprozeß. Mögen andere eine Szene siebenmal filmen, Brummer läßt sie nur dreimal drehen. Atelier kostet Geld – Brummer kurbelt in den Kellern, auf den Treppen und den Wohnräumen seines Heimes.“

## Rezeption
„Geistreich sind’s nicht, meine Filme, aber geistreiche Filme sind auch kein Geschäft.“

In Filme 1965/70 ist Folgendes zu lesen: „Geist- und witzloses pornografisches Filmchen.“ Auch der Evangelische Film-Beobachter hält nichts von dem Streifen: „Primitives Machwerk mit nackten Mädchen und Hilfsschul-Drehbuch, das die Unfähigkeit sämtlicher Beteiligten (von Regie über Kamera zu den Darstellern) erschreckend unter Beweis stellt. Abzulehnen.“